# Stensjön (Järvsö socken, Hälsingland, 683534-150070)
Stensjön är en sjö i Ljusdals kommun i Hälsingland och ingår i Ljusnans huvudavrinningsområde. Sjön har en area på 0,172 kvadratkilometer och ligger 358,1 meter över havet.

## Delavrinningsområde
Stensjön ingår i det delavrinningsområde (683581-150069) som SMHI kallar för Utloppet av Stora Lafsen. Medelhöjden är 375 meter över havet och ytan är 3,64 kvadratkilometer. Räknas de 4 avrinningsområdena uppströms in blir den ackumulerade arean 22,51 kvadratkilometer. Rossån som avvattnar avrinningsområdet har biflödesordning 3, vilket innebär att vattnet flödar genom totalt 3 vattendrag innan det når havet efter 108 kilometer. Avrinningsområdet består mestadels av skog (73 procent). Avrinningsområdet har 0,51 kvadratkilometer vattenytor vilket ger det en sjöprocent på 13,9 procent.